# Punu jezik
Punu jezik (ISO 639-3: puu;  ipunu, pouno, puno, yipounou, yipunu), nigersko-kongoanski jezik iz iz Gabona i Konga, kojim govori oko 132 060 ljudi, od čega većina od 123 000 u Gabonu (2000), u provincijama Nyanga i Ngounie.
Punu pripada sjeverozapadnoj bantu skupini u zoni B, i zajedno s još šest jezika čini podskupinu sira (B.40).

## Vanjske poveznice
- Ethnologue (14th)
- Ethnologue (15th)